# Jan Eggum
Jan Eggum (ur. 8 grudnia 1951 w Bergen) – norweski bard, kompozytor, gitarzysta, autor tekstów piosenek. 

## Życiorys
Dorastał w Bergen. Jeden z najbardziej popularnych artystów w Norwegii, znany z melancholijnego nastroju swoich utworów. Występuje zarówno solo, jak i z innymi muzykami, m.in. jako członek grupy „Gitarkameratene”. Pisze też teksty i piosenki dla innych artystów.
Jest dwukrotnym laureatem nagrody Spellemannprisen za solowe albumy: Heksedans (1977) i En natt forbi (1979), na których znajdują się jego największe przeboje: Mor, jeg vil tilbake i En natt forbi. Nagrodę tę otrzymał też wspólnie z „Gitarkameratene”.
W 2021 wydał autobiografię Så langt har alt gått bra (współautor Geir Rakvaag).
Mieszka w Oslo.

## Dyskografia

### Albumy solowe
Źródło: Norsk biografisk leksikon
- Jan Eggum (1975)
- Trubadur (1976)
- Alarmen går (1981)
- E.G.G.U.M. (1991)
- Underveis (1991)
- Nesten ikke tilstede (1993)
- Dingli bang (1997)
- Deilig (1999)
- Ekte Eggum (2001)
- President (2002)
- Hjerteknuser (2007)
- Kjærlighet & Ærlighet 1 (2011)[4]
- Kjærlighet & Ærlighet 2 (2011)[5]
- Kjærlighet & Ærlighet 3 (2011)[6]
- Rio (2015)[7]
- Alt, akkurat nå (2018)[8]
- Hold ut, hold på (2021)[9]

### Albumy z Gitarkameratene
Źródło: discogs.com
- Gitarkameratene (1989)
- Typisk norsk (1990)
- Kanon (2010)